# Evenes (Dorf)
Evenes (nordsamisch Evenášši) ist ein Dorf in der Kommune Evenes in der Provinz Nordland in Nordnorwegen.

## Geographie
Es liegt etwa 8 km westlich von Liland am Nordufer des Ofotfjords, an einer kleinen Bucht, der Evenesvika, etwa 25 km (Luftlinie) westlich von Narvik.

## Verkehr
Der Fylkesvei (Provinzstraße) Fv721, der etwa 3 km nördlich von Liland von der in diesem Abschnitt von Narvik zum Flughafen Harstad/Narvik (norw. „Harstad/Narvik lufthavn, Evenes“) führenden Europastraße 10 nach Süden abzweigt, verläuft danach westwärts entlang des Nordufers des Ofotfjords und durch Evenes weiter nach Tårstad. Im Dorf zweigt der Fv722 ab nach Norden zur etwa 3 km entfernten Europastraße 10 und zum Flughafen Harstad/Narvik, der somit in wenigen Minuten erreichbar ist. Die Städte Narvik und Harstad sind jeweils in etwa einer Stunde zu erreichen.

## Sehenswürdigkeiten
Die im Jahre 1800 erbaute, 460 Personen fassende hölzerne Kirche von Evenes steht an der Stelle der um das Jahr 1250 durch König  Håkon IV. errichteten ersten Kirche in Ofoten; diese und ein 1677 errichteter Nachfolgebau wurden durch Feuer zerstört. Die heutige Kirche, dem Stil dänischer Biedermeier-Villen nachempfunden, enthält einige Überbleibsel ihrer Vorgänger, darunter insbesondere einen Taufstein aus dem 13. Jahrhundert.